# دودلانژ
دودلانژ (به لوکزامبورگی: Diddeleng) یک شهرداری در استان اش-سور-الزت کشور لوکزامبورگ است که ۲۱٫۳۸ کیلومترمربع مساحت دارد و جمعیت آن در سال ۲۰۰۹ میلادی ۱۹۰۷۲ نفر بوده‌است.